# Запис липа код старе цркве (Крагујевац 1)
Запис липа код старе цркве (Крагујевац 1) се налази на парцели чији је власник Црквена општина Крагујевачка.

## Локација
| Општина             | Крагујевац                                                                  |
| Катастарска општина | Крагујевац 1                                                                |
| Потес               | Шпанских бораца                                                             |
| Координате          | 44° 00′ 29″ С; 20° 54′ 46″ И / 44.008000000000003° С; 20.912800000000001° И |
| Надморска висина    | 0m                                                                          |

## Карактеристике
Дендрометријске вредности утврђене на терену и сателитским снимцима:
| Стабло                     | Липа |
| Висина стабла              | m    |
| Обим дебла                 | m    |
| Пречник крошње             | 9m   |
| Пречник дебла              | m    |
| Висина дебла до прве гране | m    |

## База записа
Запис је у оквиру Викимедија пројекта "Запис - Свето дрво" заведен под редним бројем 0594.